# Керпен (Айфель)
Керпен (нем. Kerpen) — коммуна в Германии, в земле Рейнланд-Пфальц.
Входит в состав района Вульканайфель. Подчиняется управлению Хиллесхайм. Население составляет 428 человек (на 31 декабря 2010 года). Занимает площадь 8,22 км².

## Достопримечательности
- Замок Керпен